# 尹孫河
尹孫河（韓語：윤손하，1975年11月17日—），韓國前女演員，於2017年起前往加拿大生活退出演藝圈。

## 演出作品

### 電視劇
- 1994年：KBS《愛的問候》飾演 韓娜
- 1996年：KBS《銀河水》
- 1998年：MBC《Ready, Go!》
- 1998年：MBC《大王之道》
- 1999年：MBC《我們相愛過嗎》
- 2000年：KBS《雪花》
- 2001年：富士電視台《鬥陣美眉》飾演 亞美
- 2003年：TBS《夢想飛行Good Luck》飾演 朴美淑
- 2003年：NTV《明天好天氣》
- 2007年：SBS《戀人啊》飾演 李愛永
- 2010年：KBS《逃亡者Plan.B》飾演 黃美珍
- 2013年：SBS《醜八怪警報》飾演 劉貞燕
- 2013年：SBS《欲戴王冠，必承其重－繼承者們》飾演 李艾斯特
- 2015年：SBS《華麗的鄰居》飾演 孔秀萊
- 2015年：SBS《六龍飛天》飾演 草英
- 2017年：KBS《最佳的一擊》飾演 洪寶熙

### 電影
- 1996年：《爸爸》
- 2002年：《夜間醫院》
- 2003年：《木更津貓眼日本篇》
- 2003年：《夢想起飛》
- 2005年：《Tanaka Hiroshi no subete》
- 2006年：《木更津貓眼世界篇》
- 2014年：《高跟鞋》

## 綜藝節目
- 2010年：SBS《強心臟》
- 2016年12月15日：KBS《Happy together》EP.478

## 外部連結
- NAVER搜索 （页面存档备份，存于）